# Caltanissetta Xirbi vasútállomás
Caltanissetta Xirbi vasútállomás egy vasútállomás Olaszországban, Szicília régióban, Caltanissetta megyében, Caltanissetta településen. Forgalma alapján az olasz vasútállomás-kategóriák közül az ezüst kategóriába tartozik.

## Vasútvonalak
Az állomást az alábbi vasútvonalak érintik:
- Catania–Agrigent-vasútvonal
- Caltanissetta-Palermo-vasútvonal
- Caltanissetta Xirbi-Gela-Siracusa-vasútvonal